# Cultura tarasca

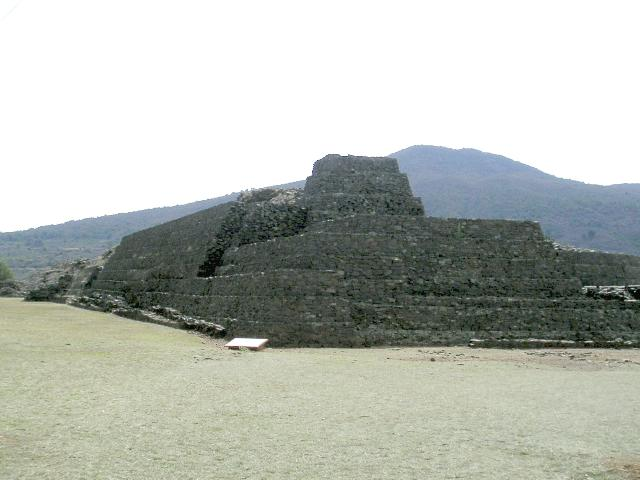
México (cultura tarasca): Tzintzuntzan

A cultura tarasca foi uma cultura pré-comlombiana que surgiu no México, floresceu principalmente na região leste do estado de Michoacán. Como a maioria das culturas pré-hispânicas, eram politeístas.

## Antecedentes
"Tarasco" é uma denominação que os espanhóis deram ao povo purepecha (ou p'urhépecha) assim como ao seu idioma que, contrariamente ao que se tinha pensado, carece de sentido despectivo. Parece tratar-se de um termo de parentesco usado pelos antigos p'urhépecas para tratar certos espanhóis com quem se aparentavam politicamente. Tarasco vem de tarascue (genro e sogro) usado pelo indígenas para se referirem aos espanhóis.
Por muito tempo, a etnografia dita tarasca predominou sobretudo entre os estudiosos, mas atualmente o nome de purepecha tem prevalecido e deriva da maneira como se chamava o antigo estrato social e cultural dos trabalhadores de mão de obra guerreira nos domínios da confederação.
A cultura purepecha se estendiam ao sul até o que é hoje o estado de Guerrero, ao norte até o sul de Jalisco e centro de Guanajuato (do p'urhépecha Cuanashuato: colina do sapo) e a leste até a região então conhecida como Taximaroa, hoje Cidade Hidalgo, Michoacán. Atualmente, o povo e a cultura purepecha sobrevive e conserva seu idioma na região central do estado de Michoacán.
Dedicavam-se à cerâmica, escultura, arquitetura, pintura e ourivesaria. Notadamente a pesca foi e continua sendo uma atividade primrdial para os purepecha.

## Principais cidades
Cidade sagrada: Pátzcuaro, que significa "Onde se tinge de negro"
Centro de poder: Pátzcuaro, Ihuatzio e Tzintzuntzan

## Divindades
Xarátanga: deusa suprema da agricultura e pescadores
Curicaveri: "Grande queimador" ou "Grande fogo", principal deus de coletores e caçadores, e da guerra.

## Grandes autoridades
A autoridade máxima era denominada "Cazonci" ou "Irecha". Destacam-se, dos governantes:
Iretiticátame: decidiu que a cultura se estableceria no atual estado de Michoacán, México.
Tariácuri: fundador do reino P'urhépecha
Tangaxoan II: último imperador P'urhépecha, governou até que o território foi conquistado pelos espanhóis.